# Rybníček (Pelhřimov)
Rybníček (německy Klein Rybnik) je malá vesnice, část okresního města Pelhřimov. Nachází se 7 km na severovýchod od centra Pelhřimova. V roce 2009 zde bylo evidováno 16 adres. V roce 2001 zde trvale žilo 28 obyvatel.
Rybníček leží v katastrálním území Chvojnov o výměře 7,1 km2.
Osada leží na silnici III/03415. Protéká jí Kopaninský potok.

## Zajímavosti
- Ze vsi pocházela matka Oldřicha a Lubomíra Lipských.[6]